# Prix Barbier
Pour les articles homonymes, voir Barbier.

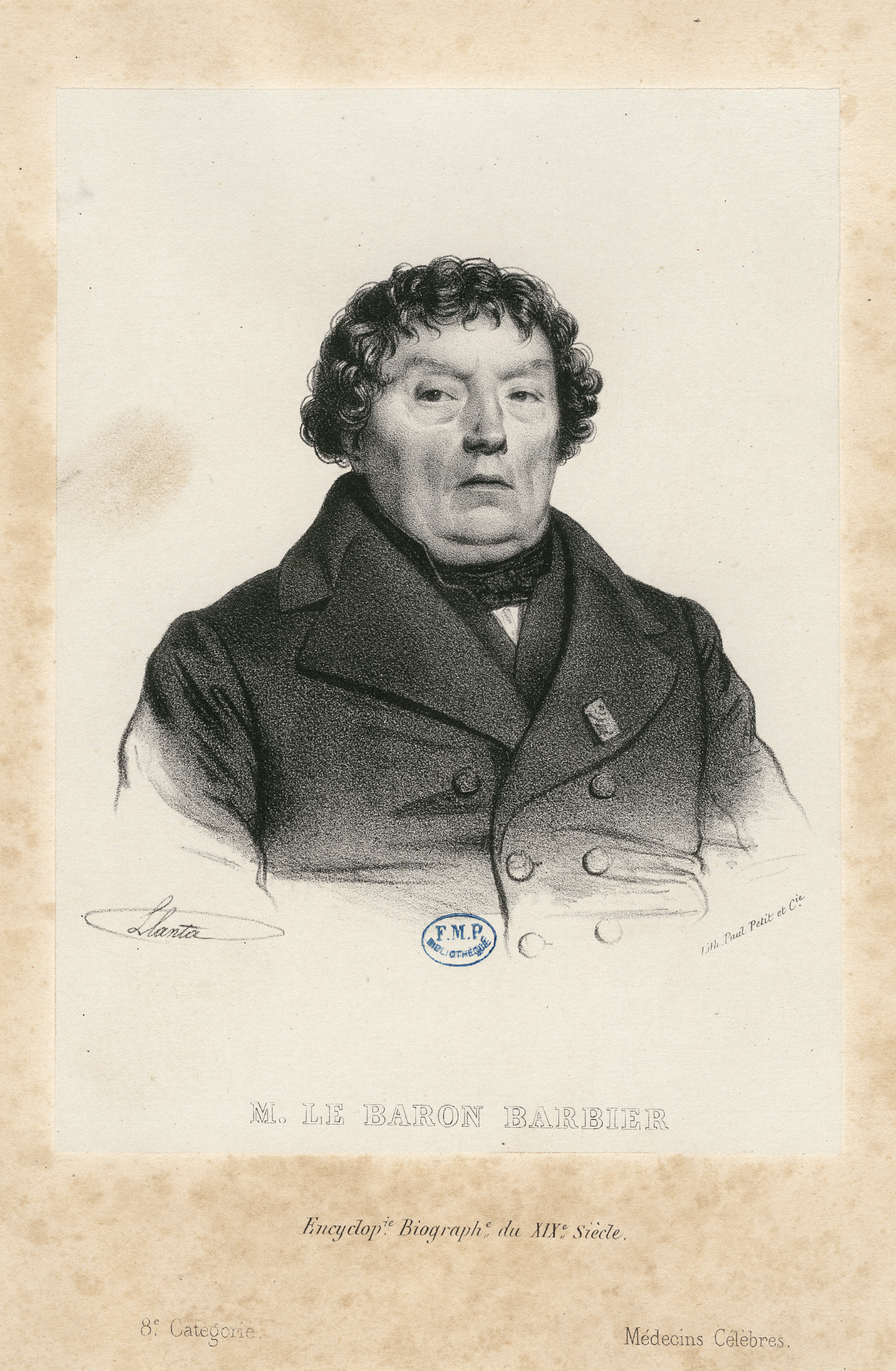
Baron Joseph Athanase Barbier

Le Prix Barbier est un prix annuel décerné par l'Académie des sciences à partir de 1862 pour récompenser une découverte importante dans les sciences chirurgicale, médicale, pharmaceutique et dans la botanique ayant rapport à l'art de guérir.

## Fondation et conditions

### Fondation du prix
Ce prix est fondé au plus tôt en 1847 grâce à un legs de Joseph‐Athanase Barbier (1767‐1846), chirurgien en chef de l'hôpital du Val-de-Grâce, qui le désigne ainsi : 

« Je prétends et je veux qu'une somme annuelle de neuf mille francs soit affectée pour fonder trois prix annuels, savoir : 

Un de trois mille francs à celui qui découvrira des moyens complets de guérison pour des maladies reconnues jusqu'à présent le plus souvent incurables, comme la rage, le cancer, l'épilepsie, les scrofules, lie typhus, le choléra-morbus, etc. ; 

Une somme pareille de trois mille francs pour prix annuel en faveur de celui qui inventera une opération, des instruments, des bandages, des appareils et autres moyens mécaniques reconnus d'une utilité générale et supérieure à tout ce qui a été employé et imaginé précédemment ;

Pareille somme de trois mille francs pour prix annuel pour celui qui fera une découverte précieuse pour la science chirurgicale, médicale, pharmaceutique et dans la Botanique ayant rapport a l'art de guérir. »

Il y a donc à l'origine trois prix : le premier attribué par l'académie royale de médecine, le deuxième par la faculté de médecine de Paris et le troisième par l'Institut de France.

### Montant du prix
Les héritiers Barbier disputent ce legs auprès de l'Académie des sciences, et un décret du 2 mars 1859 autorise la réduction du prix à 2 000 francs,. Il faut cependant noter que plusieurs sources donnent différentes sommes :
le Bulletin de l'Académie de médecine de 1864 donne 4 000 francs ;
Maindron (1881) mentionne 3 000 francs en 1865 et 1866 ;
les Archives de neurologie donnent 2 500 francs en 1893 et 2 000 francs en 1894  ; et 2 400 francs en 1909…
Au moins deux raisons peuvent intervenir pour expliquer ces variations : 1) les sources indiquant des sommes supérieures à 2 000 francs font peut-être l'amalgame entre les institutions distribuant le prix (ce qui met un doute sur la précision de ces sources quant à savoir quelle institution distribue quel montant) ; 2) l'institution peut avoir décidé d'augmenter ponctuellement le montant du prix : ainsi on note que les deux années 1865 et 1866, qui voient 3 000 francs attribués par l'une ou l'autre institution, suivent l'année 1864 où le prix n'a pas été attribué - ce qui laisse 2 000 francs disponibles pour les années suivantes dans la caisse des institutions respectives.

D'autres raisons peuvent aussi intervenir, non mentionnées dans les sources trouvées.

### Modalités d'attribution
Le prix est attribué sur concours, avec des ouvrages soumis à une commission spéciale, dont les membres sont élus. Pour les concours de prix, les auteurs doivent généralement soumettre leurs travaux en y joignant leurs noms sous pli cacheté, ce dernier étant ouvert seulement pour les ouvrages ayant obtenu le prix ; l'Académie a décidé le 1er septembre 1838 que si cette condition de discrétion n'est pas remplie, le candidat est exclu. Mais le prix Barbier est l'un des six prix pour lesquels cette discrétion n'est pas exigée (les cinq autres étant les prix Itard, d'Argenteuil, Godard, Amussat et d'Ourches).
Il peut être partagé (ce qui n'est pas le cas de tous les prix décernés, certains peuvent l'être et d'autres non). Mais seuls les prix donnent droit au titre de lauréats, à l'exclusion des encouragements, récompenses et mentions honorables qui n'y donnent pas droit.

### Première attribution et buts visés
Le prix est attribué pour la première fois en 1862 seulement, alors qu'il est disponible depuis 1856 : en décembre 1864, lors d'un débat sur l'élargissement des conditions d'attribution du prix, il est précisé que sept fois déjà il n'a pas été décerné. Le fondateur M. Barbier, a demandé des moyens complets de guérison pour des maladies réputées incurables ; une condition difficile à remplir. L'Académie souhaite donc assouplir cette exigence. Elle obtient l'autorisation de pouvoir récompenser les travaux qui se rapprochent le plus du but proposé par le testateur ; elle décide aussi de ne pas se limiter à l'examen des travaux soumis et d'aller au-devant de toute découverte allant dans le sens du but proposé pour le prix, y compris à l’étranger ; et elle décide aussi d'inclure la chirurgie dans l'éventail des travaux acceptés. Ainsi les conditions d'obtention sont redéfinies : 

« [Il est] décerné à l'auteur « qui découvrira des moyens complets de guérison pour des maladies reconnues jusqu'à présent le plus souvent incurables, comme la rage, le cancer, l'épilepsie, etc., etc. Des encouragements pourront être accordés à ceux qui, sans avoir atteint le but indiqué, s'en seront le plus rapprochés »,. »

Le prix n'est pas systématiquement décerné chaque année : la commission juge parfois que le but n'a pas été atteint. Ainsi, même avec la redéfinition dans les années 1860 du but visé, en 1906 aucun des quatre mémoires soumis n'en est jugé digne mais trois d'entre eux reçoivent des « encouragements », ou « mentions honorables » voire « très honorables », accompagnés de 500 francs,.

## Confusion
Ne pas confondre avec le prix Reynold Barbier, décerné par la Société géologique de France et fondé en 1987 pour récompenser les travaux de géologie appliquée concernant en particulier les sciences de la Terre appliquées au génie civil.

## Récipiendaires
ATTENTION : cette liste présente des incertitudes, notamment sur les dates : certaines références en contredisent d'autres. De plus elles sont très souvent imprécises quant à l'institution accordant le prix (au moins deux institutions le délivrent : l'Académie des sciences et la Faculté de médecine de Paris).
- 1862 : P.-A. Cap[15].
- 1863
  - Académie des sciences : partage du prix entre Jules Lépine d'une part (sur le rapport de Joseph Decaisne)[20] et Eugène Vieillard d'autre part[6].
  - Faculté de médecine de Paris : Eugène Koeberlé (pour avoir réussi deux ovariectomies)[21].
- 1864 : le prix n'est pas attribué[16],[6].
- 1865
  - Académie des sciences : 3 000 francs sont partagés entre Casimir Baillet et Édouard Filhol[n 3] (études sur l'ivraie) d'une part, et Amédée Vée et Manuel Leven (découverte de l'ésérine) d'autre part[6].
  - Faculté (de médecine de Paris) : Simon-Emmanuel Duplay (pour sa thèse de doctorat : Les collections séreuses et hydatiques du pli de l'aine)[22],[23].
- 1866
  - Académie des sciences : Charles Lailler et J. Odon Debeaux (Essai sur la pharmacie et la matière médicale des Chinois) obtiennent chacun une récompense de 500 francs[6].
  - Académie de médecine : récompense de 3 000 francs à Alphonse-Henri Notta (Nouvelles recherches sur l'emploi de la liqueur de Villate), et encouragement de 1 000 francs à Victor Legros (série de mémoires sur la suffocation imminente)[24]
- 1867 : Pierre-Charles Huguier[6] (ouvrage sur l'hystérométrie)[25].
- 1868 : prix partagé entre Thomas Fraser d'une part et Antoine Rabuteau d'autre part[6].
- 1869 : prix partagé entre Germanicus Mirault d'une part et Benedict Stilling d'autre part[6].
  - Académie de médecine : les Dr Pize[n 4] (emploi du perchlorure de fer dans le purpura) et (Arnaud ?) Costallat (étiologie et prophylaxie de la pellagre) reçoivent chacun une récompense de 1 000 francs. Mony (nouveau moyen pour arrêter les vomissements pendant la grossesse) reçoit un encouragement de 500 francs[27].
- 1870 : Jacques Personne[6] (recherches sur le chloral)[28].
- 1871 : Henri-Paul Duquesnel[6] (aconitine).
- 1872 : Henri Byasson[n 5] reçoit un encouragement de 1 000 francs. Johannès Chatin d'une part, et Claude Louis Coutaret (sur les dyspepsies) d'autre part, reçoivent chacun un encouragement de 500 francs[6]. Charles Delalain reçoit le prix pour son appareil de prothèse faciale[29].
- 1873 : Édouard Lefranc reçoit une mention honorable et un encouragement de 500 francs (recherches sur l'Atractylis gummifera)[6],[30].
- 1874
  - faculté de médecine : Philippe Rigaud (Traitement curatif de toutes les dilatations variqueuses superficielles…)[31]. Albert Robin d'une part, et E. Hardy d'autre part, reçoivent chacun une mention honorable[6].
- 1875 : Gustave Trouvé, ingénieur, mentionne sur son papier à lettres qu'il a reçu ce prix en 1875[réf. nécessaire] ; selon Maindron, il semble que le prix n'ait pas été attribué cette année-là[6].
- 1876 : Planchon reçoit le prix. Gallois et E. Hardy reçoivent conjointement une récompense de 1 000 francs. Lamarre reçoit une récompense de 500 francs[6].
- 1877 : V. Galippe reçoit une récompense de 1 000 francs[6]. Lepage et Patrouillard se partagent conjointement une récompense de 500 francs. Anatole Manouvriez[n 6] reçoit une récompense de 500 francs[6].
- 1878 : Charles Tanret (ou 1879 ?). Deux encouragements de 500 francs à D. Cauvet et Édouard Heckel[6],[32].
- 1879
  - Académie des sciences : Charles Tanret[33],[34] (ou 1878 ?). Sont aussi cités pour cette année 1879 Jules Chéron et Camille Sébastien Nachet[35] pour l'invention de l'ophtalmo-microscope (pour l'examen de la rétine)[36]. Anatole Manouvriez[n 6] reçoit, selon Maindron, un encouragement de 1 000 francs[6].
- 1880 : Charles-Eugène Quinquaud (recherches d'hématologie clinique)[37].
- 1881 : Edmé Bourgoin reçoit la moitié du prix, soit 1 000 francs (Traité de pharmacie galénique)[38]. Mention honorable (encouragement de 500 francs[39]) pour Émile Doassans (Étude sur le Thalictrum)[40]. Mention honorable pour Étienne Gilbert (Philtres, charmes, poisons[41])[42]. Encouragement de 500 francs pour Henri Aimé Lotar (Anatomie comparée des organes végétatifs et des téguments séminaux des Cucurbitacées)[43].
- 1882 : encouragement de 1 000 francs pour Émile Reliquet (nouveau brise-pierre pour la lithotritie)[44]. Encouragement de 1 000 francs pour Étienne Vidal (instrument de scarification du lupus)[45].
- 1883
  - Académie des sciences : Johannès Chatin (monographie de la trichine)[46].
- 1885
  - Académie des sciences : Édouard Heckel et Frédéric Schlagdenhauffen (la moitié du prix, pour un ensemble de douze mémoires dont des travaux sur le Calophyllum, sur les kolas africains et sur le doundaké)[47],[48]. Raphaël Dubois (l'autre moitié du prix, pour sa machine à anesthésier)[49].
- 1886
  - Académie des sciences : Eugène Collin (Structures anatomiques comparées des substances médicinales. Anatomie comparée des feuilles officinales)[50],[51].
- 1887
  - Académie des sciences : Édouard Heckel et Frédéric Schlagdenhauffen (8 mémoires de botanique appliquée à la thérapeutique)[52],[48] (il y a peut-être confusion de date avec 1885).
  - Faculté de médecine : Pierre Victor Galtier (travaux sur la rage)[53].
- 1888 : Jules Amédée Ehrmann (la moitié du prix, étude sur la restauration de la voûte palatine)[54]. Raphaël Dubois et Leroy (la moitié du prix, nouvel ophtalmomètre)[55].
- 1889 : partagé entre Émile Duval (Traité d'Hydrothérapie) d'une part[56], et Édouard Heckel et Frédéric Schlagdenhauffen d'autre part (trois travaux sur le Baobab, la racine de Bœljitjé (Vernonia nigritiana) et les gutta-percha des Mimusops et des Payena)[57],[48]. Mention honorable pour Barthélémy Dupuy (Traité des alcaloïdes)[58].
- 1890 :
  - Académie des sciences[59] : Claude Martin (De la prothèse immédiate appliquée à la résection des maxillaires...)[60]. Mention honorable pour Gaston Lyon (L'analyse du suc gastrique)[61],[62].
  - Faculté de médecine de Paris : le prix n'est pas attribué. Janet et Lœwenberg reçoivent chacun un encouragement de 300 francs[63] : Janet pour un appareil de chirurgie, et Lœwenberg pour un appareil à mesurer la tension du tympan[64].
- 1891 : Marius Tscherning (en) (études de physiologie pathologique sur le cristallin de l'œil humain)[65] (travail mentionné pour l'année 1890[66]). Mention honorable pour Édouard Delthil (ouvrage sur la diphtérie)[67]. Mention honorable pour Barthélémy Dupuy (travaux sur les alcaloïdes)[58].
- 1892 : partagé entre Célestin Cadéac et Albin Meunier (Contribution à l'étude de l'alcoolisme)[68] d'une part, et Jean Baptiste Vincent Laborde[69] (Du mécanisme physiologique des accidents et de la mort par chloroforme[n 7]) d'autre part[70]. Mention honorable pour Marcel Baudouin (La chloroformisation à doses faibles et continues)[71]. Mention honorable pour Paul Thierry (La tuberculose chirurgicale, suites de l'intervention)[72].
- 1893 : Étienne Gilbert (une partie du prix, La pharmacie à travers les siècles)[42] ; André Sanson (autre partie du prix, Sur l'hérédité)[73]. Mention honorable pour Placide Mauclaire (Des différentes formes d'ostéoarthrites tuberculeuses)[74]. Mention honorable pour Raymond Sabouraud (De la trichophytie chez l'homme)[75].
- 1894 : Henri Leloir (Traité... de la scrofulo-tuberculose de la peau et des muqueuses adjacentes)[76]. Mention honorable pour Stephen Artault de Vevey (Recherches bactériologiques, mycologiques, zoologiques et médicales sur l'œuf de poule et ses agents d'infection)[77]. Mention honorable pour Tscherning (invention de l'aberroscope)[65].
- 1895 : C. Lanaras (Mémoire sur le Choléra Asiatique de 1894 à Samsoun)[78] ; et/ou Jules Bœckel (Cure radicale des hernies ombilicales)[79] ; et/ou B. Dupuy (Les acides organiques)[58]. Mention très honorable pour Bernhard (Documents pour servir à l'histoire de la pharmacie et La thériaque, étude historique et pharmacologique)[80].
- 1896
  - Académie des sciences : Lucien Raynaud[81] (Essai de sérothérapie contre le typhus exanthématique)[82]. Mention très honorable pour Henri Moreigne[83].
  - Faculté de médecine : Bertrand[84] et Jules Fontan[85] (Traité médicochirurgical de l'hépatite suppurée des pays chauds[86]).
- 1898 : Jules Comby[87]. Alphonse Trémeau de Rochebrune est aussi mentionné comme ayant reçu le prix cette année-là[88]. Mention honorable pour Adrien Lucet[89].
- 1899 : J. Houdas et Jouanin[90] d'une part, et Louis Lapicque d'autre part[91]. A. Reeb[92] et Frédéric Schlagdenhauffen sont également mentionnés comme ayant reçu le prix cette année-là[93].
- 1900 : L. Guinard[94], et René Marage[95] pour sa Théorie de la formation des voyelles[96],[97]. Mention pour L. Broemer[98] et une autre pour A. Suis[99]. Mention très honorable à Paul Oscar Urbain Cozette[100].
- 1901 : A. Coyon[101] d'une part, et Henri Moreigne d'autre part[83]. Henri Tissier est aussi mentionné comme ayant reçu le prix cette année-là[102].
- 1902 : Léon Grimbert[103] d'une part, et A. Le Dentu d'autre part[104].
- 1903 : partagé par moitié entre Raoul Anthony[105] et Jules Glover[106] (Sur l'application de l'air chaud comme procédé de chauffage des liquides pulvérisés non volatils ?)
- 1904 : Pol Bouin[107], Auguste Prenant[n 8] et Louis-Camille Maillard[108]. Mention honorable pour Pierre Lesage[109].
- 1905 : J. Déchery (une partie du prix[110], aphyso-cautère Déchery à éther[111]) et Georges Rosenthal (une partie)[112]. Mention pour Basile Scrini[113] (De l'emploi des alcaloïdes en solution huileuse[114]).
- 1906 : Adrien Lucet[89]. Mention honorable à Victor-Justin Detroye[115] pour son travail intitulé Cancers et tumeurs chez les animaux.
- 1907 : Jules Guiart et Léon-Louis Grimbert[n 9],[116].
- 1908 : Maurice Piettre[n 10] et A. Vila[118].
- 1909 : Léon Launoy[n 11] (une partie du prix)[119] ; et J. Lesage (autre partie du prix)[109].
- 1910 : H. Bierry d'une part[120] et A. Thiroux[n 12] d'autre part[122].
- 1913
  - médecine : Jules et André Bœckel (père et fils)[123].
- 1914 : partagé entre Henri Carré (Mémoires sur l'Agalaxie contagieuse de la brebis et de la chèvre) et Albert Ranc (Études des actions physiologiques de la lumière)[124].
- 1925 ? : Paul Chavanon.
- 1931 ou peu après
  - Académie de médecine : Charles Cot (Les asphyxies accidentelles)[125]
- 1949
  - Académie des Sciences : Olivier[126].
- 1985
  - Académie de médecine ? : Michel Le Moal (travaux sur les mécanismes nerveux et humoraux qui sous-tendent les adaptations comportementales aux situations stressantes, 4 000 francs)[127]